# Pasierby
Pasierby ist ein polnisches Dorf der Gemeinde Pępowo im Powiat Gostyński. Es liegt auf einer Höhe von 118 Meter in der Woiwodschaft Großpolen. Die nächsten Orte sind Wolkonice zwei Kilometer nordwestlich und Raszewy 1,7 Kilometer südöstlich von Pasierby. Das Verwaltungszentrum der Gemeinde in Pępowo liegt etwa sechs Kilometer nördlich vom Ort.
Haupteinnahmequelle des Dorfes ist die Landwirtschaft.